# Hans Wunderly-von Muralt
Hans Wunderly-von Muralt, auch Hans Wunderli-von Muralt (* 3. Juli 1842 in Meilen; † 23. Januar 1921 in Zürich, heimatberechtigt in Meilen), war ein Schweizer Industrieller und liberaler Politiker.

## Leben

### Familie
Hans Wunderly-von Muralt war das älteste Kind von Johannes Wunderly (* 2. November 1816 in Meilen; † 11. September 1873 in Enge bei Zürich) und dessen Ehefrau Susanna (1816–1895), der Tochter von Heinrich Zollinger. Er hatte noch drei Geschwister, deren zwei jedoch bereits im Säuglingsalter verstarben. Sein Bruder Paul Heinrich Wunderly (* 11. März 1852) war mit Maria von Muralt (1855–1884) verheiratet, die eine Schwester seiner Ehefrau war.
Sein Urgrossvater war der Unternehmer und Politiker Hans Jakob Wunderli (* 24. Oktober 1751 in Meilen; † 20. Januar 1822 ebenda).
Ab 1869 führte er eine Ehe mit Amalia (* 14. Juni 1850 in Zürich; † 10. März 1907), die die Tochter des Seidenfabrikanten Felix Robert von Muralt (1826–1906) und dessen Ehefrau Amalie Locher (1830–1913) war. Aus dieser Ehe gingen mehrere Kinder hervor. Seine Schwiegertochter Nanny Wunderly-Volkart (1878–1962) war mit dem Schriftsteller Rainer Maria Rilke befreundet und fungierte auch als dessen Testamentsvollstreckerin.
Er war Sammler von Münzen und Medaillen, bibliophilen Drucken und Autografen, unter anderem erschien von Wilhelm Tobler-Meyer 1896/1898 der fünfbändige Katalog Die Münz- und Medaillensammlung des Herrn Wunderly-von Muralt in Zürich, das als das wichtigste Nachschlagewerk für schweizerische Münzen und Medaillen zitiert wird.

### Werdegang
Hans Wunderly-von Muralt wuchs in Meilen und seit 1857 in Zürich auf. An letzterem Ort erhielt er eine kaufmännische Lehre. Nach deren Abschluss hielt er sich in England und Frankreich auf und arbeitete anschliessend in der väterlichen Spinnerei und in der familieneigenen Gerberei in Meilen.
1859, nach dem Tod von Heinrich Kunz, traten dessen Erben die Spinnerei Heinrich Kunz an Hans Wunderly-von Muralt und Heinrich Zollinger-Billeter ab, die die Anlage umgehend vergrösserten. Ab 1873 leitete er die Firma, die 1893 in Wunderli, Zollinger & Cie. umbenannt worden war. Das Unternehmen war 1888 mit 224'000 Spindeln in drei verschiedenen Kantonen der grösste schweizerische Spinnereikonzern.

### Politisches und gesellschaftliches Wirken
1873 war Hans Wunderly-von Muralt Mitgründer der Kaufmännischen Gesellschaft Zürich (siehe Zürcher Handelskammer).
Nachdem Ende 1874 ein kleiner Riss an der grossen Glocke der reformierten Kirche Meilen festgestellt wurde, veränderte sich in der Folge deren Klang. Ostern 1876 bot Hans Wunderly-von Muralt an, den Umguss der Glocke auf seine Kosten zu übernehmen, sodass am 12. April 1877 die neue Glocke installiert werden konnte.
Von 1875 bis 1896 war er Zürcher Kantonsrat. 1883 beteiligte er sich an der Diskussion zum Entwurf eines Gesetzes betreffend die Gewerbe der Effektensensale und Börsenagenten, nachdem Othmar Blumer dies in einer Motion im Kantonsrat angeregt hatte, und befürwortete den Entwurf. 1891 präsidierte er die Staatsrechnungsprüfungskommission im Kantonsrat.
Als Nachfolger von Johann Heinrich Bühler-Honegger war er überdies vom 4. Dezember 1893 bis zum 3. Dezember 1899 Mitglied der liberal-demokratischen Fraktion des Nationalrats; ihm folgte Johann Rudolf Amsler in den Nationalrat. Als Politiker vertrat er die Grossindustrie und die Banken und war wesentlich an der Revision des schweizerischen Zolltarifs beteiligt. Als Nationalrat engagierte er sich auch für die Schaffung einer unabhängigen Schweizerischen Nationalbank.
Wunderly-von Muralt war von 1880 bis 1891 Mitglied des Vorstands der Kaufmännischen Gesellschaft, von 1891 bis 1895 deren Vizepräsident sowie von 1896 bis 1918, als Nachfolger des verstorbenen Fritz Rieter-Bodmer, deren Präsident; nach seinem Rücktritt wurde er zum Ehrenpräsidenten ernannt. Sein Nachfolger im Präsidentenamt wurde John Syz.
Er erwarb 1884 für den Betrieb seiner Gerberei verschiedene Quellen und stellte die Hälfte des Wassers auf seine Kosten Meilen zur Verfügung, damit die Gemeinde zwanzig Hydranten und elf öffentliche Brunnen errichten lassen konnte. Hierzu liess er in unmittelbarer Nähe des Quartiers Burg in Meilen die Wasserreservoiranlage Gerbe errichten, das heute als Partylokal verwendet wird. 1894 unterstützte der den Bau der Badeanstalt in Meilen mit 5000 Franken.
1900 folgte er dem verstorbenen Conrad Cramer-Frey und war bis 1917 Präsident des Schweizerischen Handels- und Industrievereins, worauf ihm Alfred Frey folgte, und von 1883 bis 1900 sowie von 1911 bis 1921 war er Vizepräsident der Schweizerischen Kreditanstalt. Überdies sass er im Verwaltungsrat verschiedener Unternehmen, unter anderem bei der Aktiengesellschaft der Spinnereien von Heinrich Kunz, der Schweizerischen Nordostbahn, der Neuen Zürcher Zeitung, im ersten Aufsichtsrat der Schweizerischen Unfallversicherungs AG (siehe Winterthur Group) und bei der Bank für elektrische Unternehmungen (siehe Elektrowatt).
1910 nahm er den Komponisten Max Reger bei sich auf, der sich zum 46. Tonkünstlerfest des Allgemeinen Deutschen Musikvereins in Zürich aufhielt.

## Ehrungen und Auszeichnungen
Hans Wunderly-von Muralt wurde zum Ritter der französischen Ehrenlegion ernannt.
1881 wurde er zum Ehrenmitglied des Männerchors Meilen ernannt.

## Schriften (Auswahl)
- Über Haftpflicht aus Fabrikbetrieb und Einführung der allgemeinen Unfallversicherung. Zürich 1885 (Digitalisat).
- Unsere Vertretung der wirthschaftlichen und kommerziellen Interessen im Auslande. Zürich 1886 (Digitalisat).
- Die schweizerische Handelspolitik. In: Neue Zürcher Zeitung vom 2. März 1891, S. 1 (Digitalisat).
- Wilhelm Tobler-Meyer, Hans Wunderly-von Muralt: Die Münz- und Medaillen-Sammlung des Herrn Hans Wunderly-v. Muralt in Zürich.
  - I. Abteilung, 1. Band: Die Münzen und Medaillen der Stadt und des Kantons Zürich und der ehemaligen Benedictinerabtei Rheinau. Zürich 1896 (Digitalisat).
  - I. Abteilung, 2. Band: Die Münzen und Medaillen der acht alten Orte ausser Zürich. Zürich 1896 (Digitalisat).
  - I. Abteilung, 3. Band: Die Münzen und Medaillen der Städte und Kantone Freiburg, Solothurn, Basel und Schaffhausen, des Kantons Appenzell und der geistlichen Münzherren auf dem Boden der heutigen Schweiz. Zürich 1896 (Digitalisat).